# Karlen Mkrtčjan
Karlen Vardkesovič Mkrtčjan (arménsky Կառլեն Մկրտչյան; * 25. listopadu 1988, Jerevan) je arménský fotbalista a reprezentant, který od roku 2013 působí na postu defenzivního záložníka v ruském klubu Anži Machačkala.

## Klubová kariéra
Začínal v arménském klubu FC Pjunik, odkud odešel v roce 2011 na Ukrajinu do Metalurhu Doněck. Koncem srpna 2013 přestoupil do ruského celku Anži Machačkala.

## Reprezentace
Mkrtčjan má za sebou starty za mládežnický výběr Arménie v kategorii do 21 let.
V A-mužstvu Arménie debutoval 2. února 2008 v přátelském utkání proti domácí Maltě (v rámci turnaje Malta International Football Tournament 2008), které skončilo výhrou Arménie 1:0. Mkrtčjan nastoupil do druhého poločasu v 83. minutě. První gól vstřelil 14. listopadu 2012 Litvě v přátelském zápase hraném na arménském Stadionu republiky. Karlen se gólově prosadil ve 49. minutě, když zvyšoval na průběžných 2:0. Arménie nakonec zvítězila 4:2.

### Reprezentační góly
Góly Karlena Mkrtčjana v A-mužstvu Arménie
| 010                  | 14. 11. 2012 | Stadion republiky, Jerevan, Arménie | Litva | 02:0 0(49.) | 4:2 | přátelský zápas        |
| 02                   | 6. 9. 2013   | Eden Aréna, Praha, Česko            | Česko | 00:1 0(31.) | 1:2 | kvalifikace na MS 2014 |
| Platí k 6. září 2013 |              |                                     |       |             |     |                        |